# Sjömanskostym

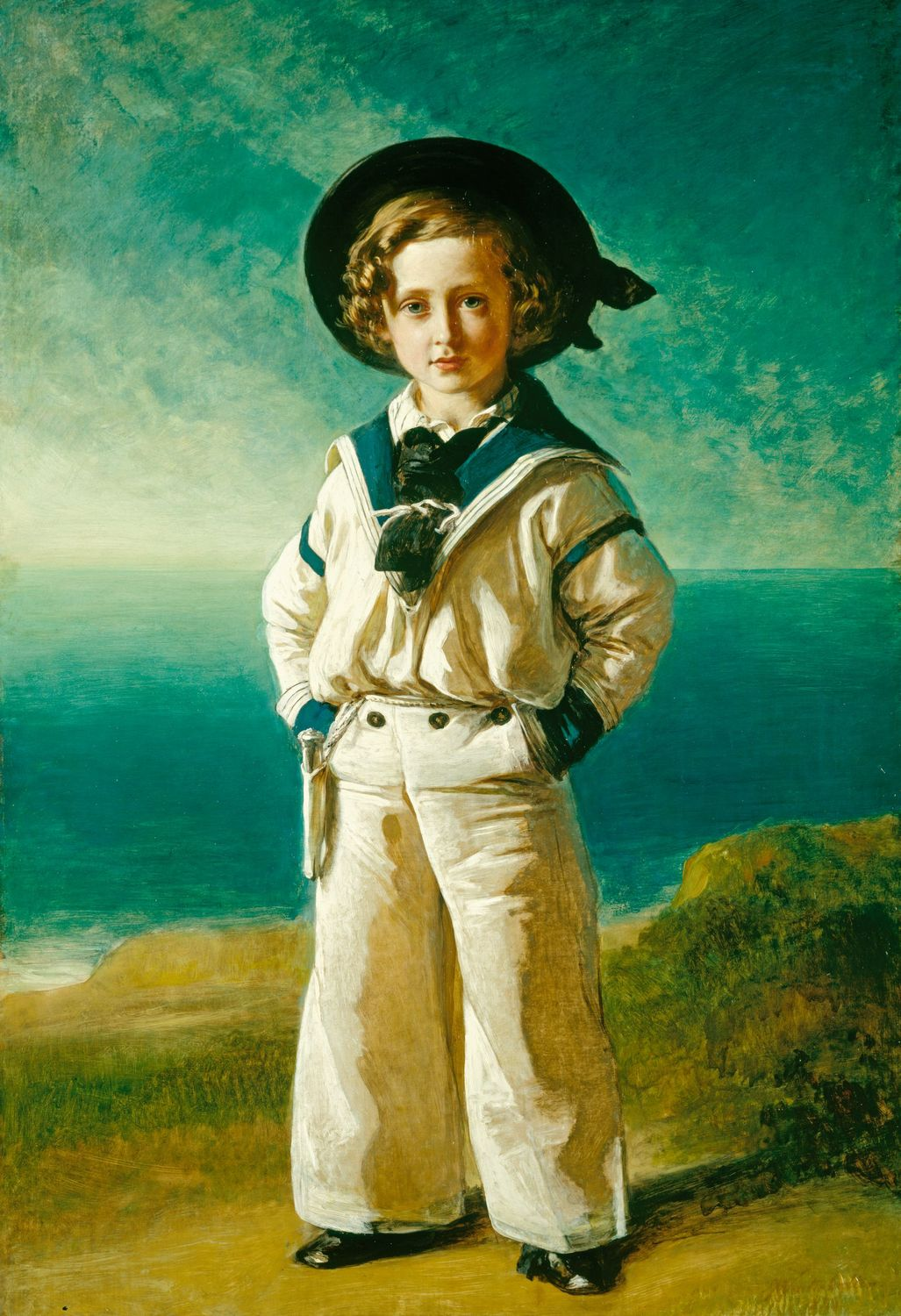
Prins Albert Edward av Storbritannien 1846, avmålad i sjömanskostym.

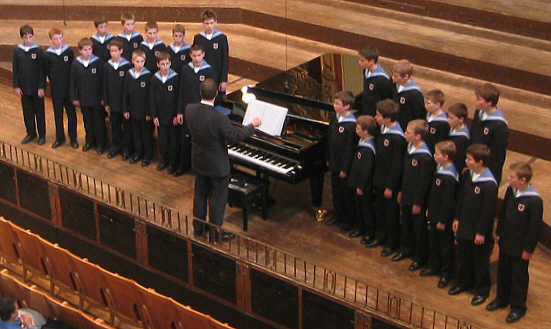
Wiener Sängerknaben iklädda sjömanskostymer under en konsert 2003.

Sjömanskostym är ett klädesplagg som ursprungligen bars av sjömän, men som var vanligt som finkläder för barn från 1840-talet, sedan fyraårige prins Albert Edward av Storbritannien 1846 blivit avmålad i sjömanskostym, och fram till 1930-talet. I Japan har man sedan 1920-talet haft skoluniformer kallade sailor fuku inspirerade av sjömanskostymen.
Sjömanskostymklädda berömdheter:
- Kalle Anka
- Karl-Alfred
- Sailor Moon

### Fotnoter
1. ↑  ”Sjömanskostymen”. Ny teknik. 10 maj 2000. Arkiverad från originalet den 26 november 2011. https://web.archive.org/web/20111126184102/http://www.nyteknik.se/popular_teknik/kaianders/article271647.ece. Läst 26 september 2011.